# خبرگزاری کیودو
خبرگزاری کیودو (共同通信社 Kyōdō Tsūshinsha) از خبرگزاری‌های بین‌المللی غیرانتفاعی و مشهورترین خبرگزاری ژاپن است. این خبرگزاری در نوامبر سال ۱۹۴۵ تأسیس شد. خبرگزاری «کیودو» با حدود ۱۷۰۰ نیروی انسانی و داشتن ۵۱ دفتر در سراسر ژاپن و ۲۱ دفتر در کشورهای مختلف جهان، به پوشش اخبار ژاپن و اخبار بین‌المللی می‌پردازد و به عنوان یکی از خبرگزاری‌های مطرح آسیایی در عرصه بین‌المللی دانسته می‌شود.
پایگاه اینترنتی این خبرگزاری می‌گوید که این خبرگزاری مستقل از منابع دولتی است و صرفاً از طریق درآمدهای ناشی از مشترکان و فروش تولیدات خبری تأمین می‌شود. کیودو نیوز پلاس، صفحه اینترنتی این خبرگزاری به زبان انگلیسی است.